# Montreuillon
Montreuillon ist eine französische Gemeinde mit 248 Einwohnern (Stand 1. Januar 2022) im Département Nièvre in der Region Bourgogne-Franche-Comté (vor 2016 Bourgogne). Sie gehört zum Arrondissement Clamecy (bis 2017 Château-Chinon (Ville)) und zum Kanton Château-Chinon (bis 2015 Château-Chinon (Ville)).

## Geographie
Montreuillon liegt etwa 55 Kilometer ostnordöstlich von Nevers an der oberen Yonne. Hier zweigt der Rigole d’Yonne ab, ein Wasser-Zuschlagkanal für die Scheitelhaltung des Canal du Nivernais. Nachbargemeinden von Montreuillon sind Cervon und Vauclaix im Norden, Mhère im Osten und Nordosten, Montigny-en-Morvan im Osten und Südosten, Blismes im Süden und Südosten, Aunay-en-Bazois im Südwesten, Epiry im Westen sowie Mouron-sur-Yonne im Nordwesten.

## Bevölkerungsentwicklung
| Jahr                       | 1962 | 1968 | 1975 | 1982 | 1990 | 1999 | 2006 | 2018 |
| Einwohner                  | 548  | 466  | 448  | 395  | 307  | 308  | 311  | 260  |
| Quellen: Cassini und INSEE |      |      |      |      |      |      |      |      |

## Sehenswürdigkeiten
- neogotische Kirche Saint-Maurice-et-Saint-Jacques aus dem 19. Jahrhundert
- Schloss Chassy, 1649 erbaut
- Aquädukt des Rigole d’Yonne über das Yonne-Tal

Aquädukt von Montreuillon
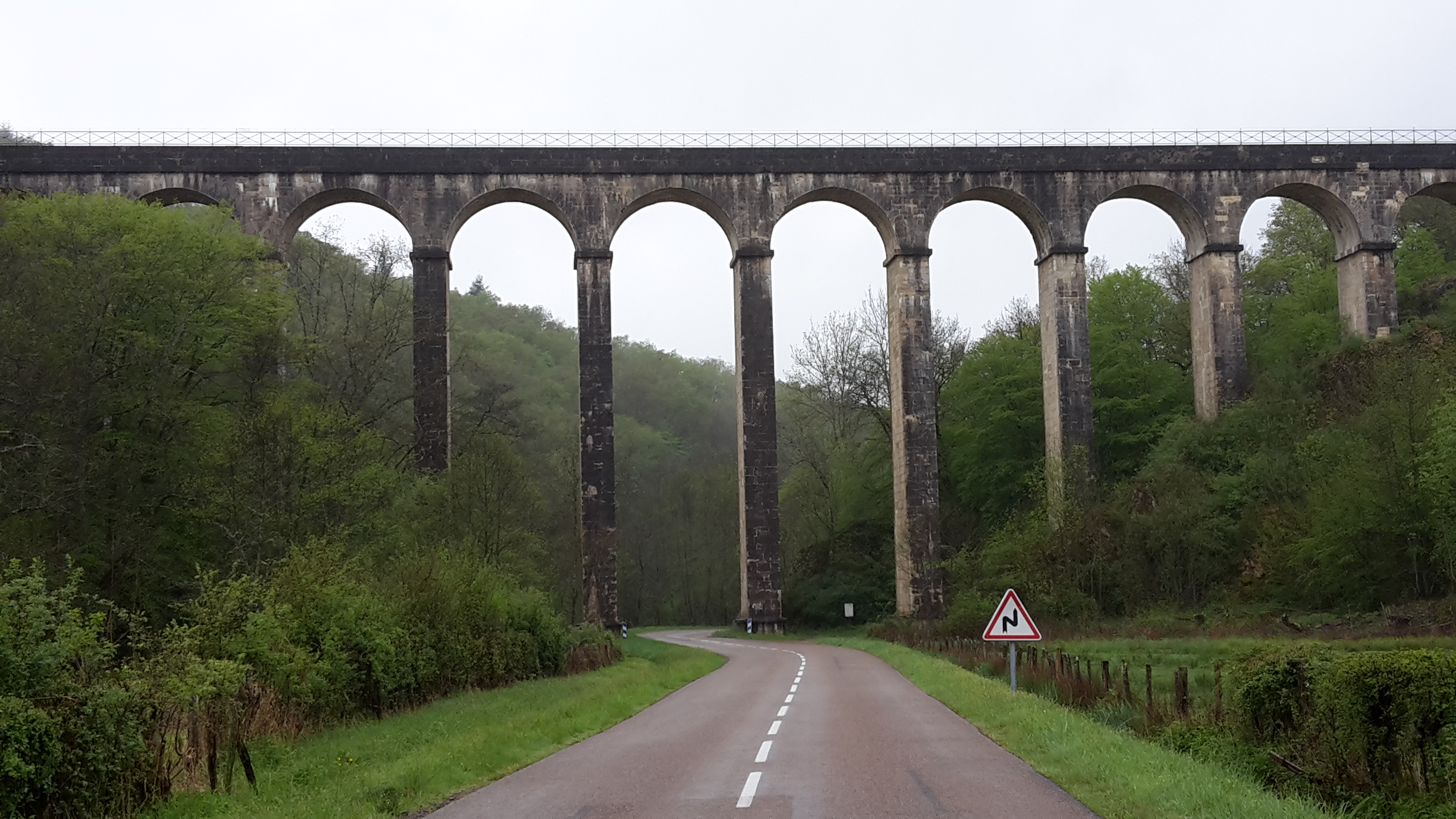
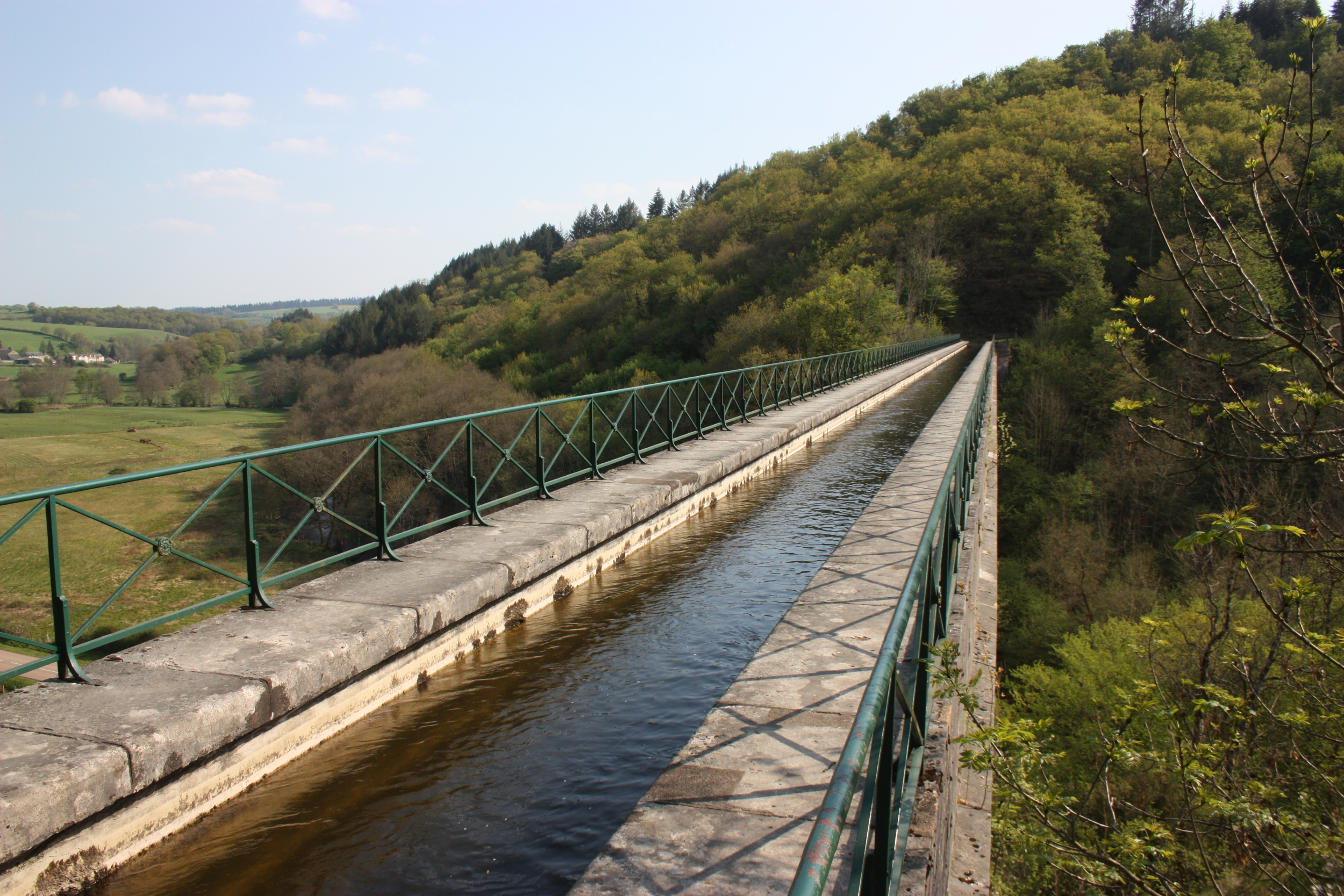